# Liste der Baudenkmäler in Glessen
Die Liste der Baudenkmäler in Glessen enthält die denkmalgeschützten Bauwerke auf dem Gebiet von Bergheim-Glessen in Nordrhein-Westfalen (Stand: April 2010). Diese Baudenkmäler sind in der Denkmalliste der Stadt Bergheim eingetragen; Grundlage für die Aufnahme ist das Denkmalschutzgesetz Nordrhein-Westfalen (DSchG NRW).

| Bild           | Bezeichnung                            | Lage                                               | Beschreibung | Bauzeit               | Denkmal- nummer | Eintragung Aktenzeichen |
| -------------- | -------------------------------------- | -------------------------------------------------- | --- | --------------------- | --------------- | ----------------------- |
| weitere Bilder |                                        | An der Broicheiche 1 Lage                          | Wohnhaus 2-geschossig, teilweise Fachwerk, teilweise massiv mit massiver und verputzter Abseite: Die Fachwerktraufseite zeigt Ständerwandkonstruktion mit Schwellenkranz, im Obergeschoss hochrechteckige Fenster im Originalformat, im Erdgeschoss verändert; Giebelseite massiv mit leicht stichbogigen, einfach eingeschnittenen Fenstern; Giebeldreieck mit neuer Balkenkonstruktion, Eingang hofseitig. | 18. Jahrhundert       | 183             | 7. Nov. 1994 AZ: 231    |
| weitere Bilder | Friedhof an der Pfarrkirche            | Hohe Straße 33,am südwestlichen Kirchenschiff Lage | Auf dem Kirchhof befinden sich einige Grabmäler des 17., 18., 19. und 20. Jahrhunderts. An der Südseite der Kirche befinden sich, aufgereiht an der Mauer, eine Reihe von Grabsteinen aus dem Ende des 19. und 20. Jh., dazu erkennt man die Grabmäler Schwidden und Münch, beides Pfarrergräber. |                       | 219             | 20. Feb. 1996 AZ: 230   |
| weitere Bilder | Wegekreuz an der Kirche                | An der Kirche Lage                                 | Ende 19. Jh.; einfaches, am Zugangsweg zur Kirche aufgestelltes Wegekreuz aus Gusseisen mit Resten von Fassung; eigenes Areal mit Hecke. |                       | 241             | 17. Sep. 1996 AZ: 307   |
| weitere Bilder | Wegekreuz                              | neben Brauweilerstraße 9 Lage                      | Etwa 3,5 m hoch, auf Podest Sockel mit Inschriftfeld, darüber Aufsatz mit rundbogiger Nische und vorliegender Sakramentskonsole, darüber neueres Kruzifix mit Metallkorpus; die Inschrift stark verwittert, an der Nische Reste von Fassung. | Um 1900               | 141             | 1. Juli 1993 AZ: 228    |
| weitere Bilder | Hochkreuz auf dem Friedhof             | Giethgasse Lage                                    | Auf gestuftem Podest, Aufsatz, sich nach oben verschmälernd, polierter Basalt, mit Inschrift, darauf Basaltkruzifix mit Kleeblattenden und Metallkorpus; Inschrift: „Es ist also ein heiliger und heilsamer Gedanke, für die Verstorbenen zu beten. II. Machabäer 12, 46“. | Um 1905               | 172             | 17. Apr. 1994 AZ: 306   |
| weitere Bilder | Katholische Pfarrkirche St. Pankratius | Hohe Straße 33 Lage                                | Es ist eine 1-schiffige, 5-achsige Backsteinkirche mit vorgestelltem, 4-seitigem Westturm mit 4-seitigem Helm und niederem, eingezogenem Chor mit 3-seitigem Schluss. Sie besitzt einen Turm mit rechteckigem Eingang und darüber liegendem breiten, spitzbogigen Fenster. In den beiden darüber liegenden Geschossen befinden sich spitzbogige Zwillingsfenster. Nennenswert ist die Gliederung durch Strebepfeiler, der flankierende Treppenerker am Turm, die Sakristeianbauten in den Zwickeln zwischen Langhaus und Chor sowie die einfachen, spitzbogigen Maßwerkfenster am Schiff; im Inneren Kreuzrippenwölbung, Gewölbeansätze auf Konsolen vor Wandpfeilern. | 1863–1865             | 152             | 17. Jan. 1994 AZ: 229   |
| weitere Bilder |                                        | Hohe Straße 1 Lage                                 | Landw. Anwesen aus Backstein, Wohnhaus 2-geschossig, traufständig zur Straße an der Ecke des Gevierts liegend, Fassade 5-achsig, alle Öffnungen stichbogig und einfach eingeschnitten, die Fenster mit nur schwach angedeuteten Sohlbänken aus Backstein; Mitteleingang mit erneuertem Türblatt und vorliegender, repräsentativer Freitreppe, freiliegende Giebelseite verputzt, Sockel abgesetzt mit rechts vom Eingang freiliegenden Kellerfenstern; Backsteinwirtschaftsgebäude unterschiedlicher Bauzeiten schließen 3-flügelig an und ergänzen das Wohnhaus zum Vierkanthof. | Um 1870               | 162             | 18. Jan. 1994 AZ: 250   |
| weitere Bilder |                                        | Hohe Straße 3 Lage                                 | Repräsentatives Wohnhaus eines landwirtschaftlichen Anwesens, 2 ½-geschossig, Backstein, 1-seitig neuerer Wirtschaftsanbau mit rechteckiger Durchfahrt; Fassade 5-achsig, Mitteleingang mit profiliertem Werksteingewände mit vorgelagerter Freitreppe, stichbogige Fenster mit geschweiften Sohlbänken, Okuli am Drempel, Mittelbetonung durch Zwerchhaus mit nach unten übergreifenden Lisenen; an den Gebäudeecken Aufsetzer, Sockel verputzt, abgesetzt mit freiliegenden Öffnungen; gehört zu einer Anzahl gleicher Höfe an der Hohestraße. | Nach 1870             | 83              | 9. Juli 1991 AZ: 118    |
| weitere Bilder |                                        | Hohe Straße 6 Lage                                 | Das 2-geschossige Wohnhaus aus Backstein steht traufständig zur Straße an einer Ecke des Gevierts. Die Öffnungen in der 4-achsigen Straßenfassade sind sämtlich leicht stichbogig. Der Eingang ist mit Werksteingewände eingefasst, die Traufzone ist gestuft. Eine korbbogige Durchfahrt führt in den Innenhof. Ein großes Scheunengebäude mit Krüppelwalmdach sowie weitere Backsteinwirtschaftsgebäude umschließen den Hof. | Mitte 19. Jahrhundert | 34              | 16. März 1989 AZ: 99    |
| weitere Bilder | Sophienhof                             | Hohe Straße 15 Lage                                | Das zweigeschossige Wohnhaus mit Walmdach liegt an einer Seite des Gevierts. Die straßenseitige Langseite besitzt 5 gleichmäßig aufgereihte Fensterachsen, stichbogig in profilierten Putzrahmen mit geschweiften Sohlbänken. Der Sockel ist über die gesamte Fassade abgesetzt und lässt die liegenden Rechteckfenster, die den Keller beleuchten, frei. Die Gliederungen erfolgen durch ein profiliertes Geschosstrennungsgesims, im Obergeschoss ein verbindendes Sohlbankgesims, dazu Drempelgesims als Horizontalbetonung. Am Drempel befinden sich eine Reihe Scheinokuli. Die freiliegende Schmalseite wurde deutlich einfacher gestaltet. Die Fenster sind nur einfach eingeschnitten, teilweise zugesetzt. Backsteinwirtschaftsgebäude ergänzen das Wohnhaus zu einem Vierkanthof. Dabei wurde die langgezogene Straßenfront mit der korbbogigen Durchfahrt und darüber liegendem Zwerggiebel besonders aufwendig gestaltet. Im Keilstein der Durchfahrt befindet sich die inschriftliche Datierung, dazu die Buchstaben J.F.M.S.S. |                       | 126             | 17. Nov. 1992 AZ: 183   |
| weitere Bilder | Pfarrhaus                              | Hohe Straße 31 Lage                                | Es handelt sich um ein 2-geschossiges, traufständig zur Straße liegendes Backsteingebäude mit abgesetztem Sockel. Die Fassade ist 3-achsig mit betonter Gebäudemitte durch flankierende Lisenen, über die Traufe hinausgeführt in einen Zwerchgiebel. Das Gebäude besitzt einen erdgeschossigen, weit eingezogenen Mitteleingang mit originalem Türblatt und Oberlicht, alle Fenster sind stichbogig, heute jedoch im Format geändert, durch gelbes Ziegelmaterial betonte Stürze, in durch beide Geschosse reichenden Mauerfeldern liegend. Im Obergeschoss befinden sich Ornamentkacheln unterhalb der Sohlbänke, im Zwerchgiebel ist ein rundbogiges Fenster. Die beiden seitlichen Giebel sind durch einen weit heruntergezogenen Treppenfries und 2 rundbogige Fenster aufwendig gestaltet. | Ende 19. Jahrhundert  | 154             | 17. Jan. 1994 AZ: 227   |
| weitere Bilder | Brewershof                             | Hohe Straße 103 Lage                               | zweistöckiges Fachwerkhaus mit seitlichen Dachüberständen auf geschweiften Knaggen. 18. Jahrhundert Haustür mit gerundetem Sturz, Inschrift darüber bei früherem Umbau verschwunden. 1954 instand gesetzt. |                       | 10              | 8. Dez. 1983 AZ: 10     |
| weitere Bilder |                                        | Im Selch 2 Lage                                    | Wohnhaus eines ehemaligen landw. Anwesens, 2-geschossig, Backstein, traufständig zur Straße liegend, mit abgesetztem Sockel, in dem die Kellerfensteröffnungen frei liegen; Fassade 4-achsig, mit leicht außermittigem, stichbogigem Eingang in profiliertem Gewände, originales Türblatt, vorliegende Freitreppe; Fenster stichbogig mit geschweiften Sohlbänken, einfach eingeschnitten; Fassade zusätzlich gegliedert durch Absetzungen aus gelbem und rotem Ziegelmaterial, im Bereich der Stürze und als Ziegelrelief unterhalb der Sohlbänke der EG-Fenster; den gleichen Farbwechsel zeigt die Traufzone mit Zahnschnitt, ehemals vorhandene Wirtschaftsgebäude, heute umgebaut. | Ende 19. Jahrhundert  | 163             | 18. Jan. 1994 AZ: 249   |
| weitere Bilder | Gut Neuhof                             | An der L91, westlicher Ortseingang Lage            | Das Gut Neuhof ist ein ganz in Backstein gehaltener Gutshof. Die Wassergräben der früher befestigten Viereckanlage sind heute weitgehend ausgetrocknet. Der Hof befand sich seit 1292 im Besitz der Jülicher Grafen, 1378 wurde er von Raboult vomme Nuvanhoven erworben und 1568 wurde die Familie von Stommel Eigentümer des Gutes. Die heutige Anlage zeigt einen bemerkenswert guten Originalzustand eines Gutes des 19. Jahrhunderts. Vierflügelige Hofanlagen sind typische und prägende Bestandteile der hiesigen Region, die es zu erhalten gilt. Darüber hinaus besitzt Gut Neuhof aufgrund seiner bis ins 13. Jahrhundert verfolgbaren Historie eine große Bedeutung für die Siedlungsgeschichte des hiesigen Gebietes. |                       | 155             | 17. Jan. 1994 AZ: 65    |
| weitere Bilder | Wegekreuz in der Nähe von Gut Neuhof   | An der L91,gegenüber Einfahrt Gut Neuhof Lage      | gestuftes Podest, darauf Aufsatz mit spitzbogigem Inschriftfeld und Kragstein, darüber Kruzifix mit Metallkorpus; erhalten die originale Umfriedung mit Eisengitter und flankierenden Säulen aus Gusseisen, Inschrift: „Dein Leben und Tod oh Jesu mein laß nicht an mir verloren sein. Errichtet von den Eheleuten Gottfried Päffgen und Catharina geborene Contzen im Jahre 1885“. | 1885                  | 186             | 27. Dez. 1994 AZ: 233   |
| weitere Bilder | Gedenkstein Förster Sonnenschein       | 50°57'27.9"N 6°44'55.4"E Lage                      | Grabstein aus Buntsandstein mit Wappen am Kopf des Steines, darunter Inschrift: „Ferd. Sonnenschein, Förster zu Dansweiler, gestorben am 27. Mai 1846“. Stammt vom Brauweiler Friedhof, am Sintherner Holzweg, Glessen, aufgestellt zur Erinnerung an den Förster Sonnenschein, der nahe dieser Stelle von einem Wilderer erschlagen wurde. | 1846                  | 85              | 12. Aug. 1991 AZ: 123   |
| weitere Bilder | Jüdischer Friedhof                     | Sommerhaus Sportplatz Lage                         | Nach C. Simons (Historische Wanderung zwischen Erft und Rhein – 1925) wurde der Glessener Friedhof bereits im Jahre 1797 belegt. Die letzte Beerdigung fand 1908 statt. Der Glessener jüdische Friedhof ist heute nicht mehr als solcher erkennbar. Die kleine eingezäunte, völlig verwilderte Fläche grenzt an die Südostecke des Sportplatzes. Das Schicksal des Begräbnisplatzes und der Verbleib der Grabsteine sind heute nicht mehr zu klären. |                       | 256             | 18. Okt. 2007 AZ: 318   |
| weitere Bilder | Wasserturm Glessen                     | Giethgasse Lage                                    | Der Wasserturm Glessen ist ein im Grundriss achteckiger Ziegelbau mit Zeltdach. Der Turm hat eine Höhe von 21,85 Metern und einen Durchmesser von 9,0 Metern. Der Turmschaft wird durch eine Reihe kleiner Rechteckfenster direkt oberhalb der zweiflügeligen Tür und durch schlank-hochrechteckige Fenster auf Höhe des Behälters belichtet. Die meisten Öffnungen wurde jedoch zugemauert. Das Zeltdach ist in Beton konstruiert und ist mit Zementfaserplatten gedeckt. Ein leicht vorkragendes Betongesims trennt an der Traufe optisch Turmschaft und Dach. |                       | 264             | 2. Feb. 2011 AZ: 322    |